# Blanca Imboden
Blanca Imboden (* 16. Dezember 1962 in Ibach SZ) ist eine Schweizer Schriftstellerin.

## Leben
Im Alter von 18 Jahren nahm sie unter dem Künstlernamen «Bee Bach» das Album Face the Music (Ariola) auf und war dann Mitglied verschiedener Profi-Tanzbands. Gemeinsam mit ihrem Lebenspartner Hans Gotthardt († 2018) gründete sie das «Duo Tandem». 13 Jahre war sie als Berufsmusikerin unterwegs.
Danach arbeitete Blanca Imboden 14 Jahre lang als redaktionelle Mitarbeiterin und Redaktionssekretärin bei der Neuen Schwyzer Zeitung. In dieser Zeit begann sie auch, eigene Geschichten zu schreiben. Ihr erstes Buch, Verklingende Melodien, erschien 1997.
Von Januar 2014 bis Mai 2015 war sie in Teilzeit bei einer Seilbahn auf dem Stoos tätig, seit April 2018 bei der Stanserhorn-Bahn.

## Werk
Ihre ersten beiden Bücher erschienen 1997 und 1999 bei einem Schweizer Bezahlverlag, ihr drittes Buch 2005 bei Books on Demand. 2009 nahm der Piper Verlag die Autorin unter Vertrag und verlegte drei Romane. Zunächst mit wenig Erfolg: „Lange Zeit wollte kein Schwein meine Bücher lesen“, wie sie selbst formulierte.
Mit dem Wechsel zum Wörterseh Verlag 2012 gelang ihr der Durchbruch zur Bestsellerautorin: 2013 hielt sie sich mit Wandern ist doof und Drei Frauen im Schnee 30 Wochen lang in der Schweizer Bestsellerliste. Bis heute schrieb sie für den Wörterseh Verlag 15 Bestseller. Mit Frank Baumann als Co-Autor und Illustrator entstand eine Jugendbuchreihe mit dem Titel Schule ist doof. Nebst den Büchern verfasst sie Kolumnen für die Zeitung Südostschweiz am Wochenende und zweiwöchentlich Porträts für die Zeitschrift Glückspost.

## Bücher
- Verklingende Melodien. Papillon, Sarmenstorf 1997, ISBN 3-907554-07-8.
- Beinah für immer. Ein erfrischender Roman. Papillon, Sarmenstorf 1999, ISBN 3-907554-08-6.
- Allein in Afrika. Ein heiterer Kenia-Roman. BoD, Norderstedt 2005, ISBN 978-3-8334-2699-5.
- Die Kalorien-Königin. Roman. Piper, München 2009, ISBN 978-3-492-50074-6.
- Die Pralinen-Prinzessin. Roman. Piper, München 2011, ISBN 978-3-492-50073-9.
- Ein kenianischer Sommer. Roman. Piper, München 2011, ISBN 978-3-492-50075-3.
- Wandern ist doof. Ein Kreuzworträtsel mit Folgen. Wörterseh, Gockhausen 2013, ISBN 978-3-03763-028-0.
- Drei Frauen im Schnee. Weihnachten, Geburtstage und andere Katastrophen. Wörterseh, Gockhausen 2013, ISBN 978-3-03763-037-2.
- Anna & Otto. Liebe mit Verfallsdatum. Wörterseh, Gockhausen 2014, ISBN 978-3-03763-045-7.
- Matterhörner. Eine folgenschwere Erbschaft. Wörterseh, Gockhausen 2015, ISBN 978-3-03763-056-3.
- Schwingfest. Verliebt in einen Bauern. Wörterseh, Gockhausen 2016, ISBN 978-3-03763-067-9.
- Schule ist doof. Band 1: Johnny Depp (mit Frank Baumann). Wörterseh, Gockhausen 2016, ISBN 978-3-03763-066-2.
- Schule ist doof. Band 2: Sara Super (mit Frank Baumann). Wörterseh, Gockhausen 2016, ISBN 978-3-03763-073-0.
- Schule ist doof. Band 3: Tim Tabak (mit Frank Baumann). Wörterseh, Gockhausen 2017, ISBN 978-3-03763-081-5.
- Gipfeltreffen. Wiedersehen auf dem Urmiberg. Wörterseh, Gockhausen 2017, ISBN 978-3-03763-077-8.
- Arosa. Von Bären, Eichhörnchen und Mister 99-Prozent. Wörterseh, Gockhausen 2018, ISBN 978-3-03763-096-9.
- Heimelig. Wie Nelly aus dem Altersheim spazierte und nie mehr wiederkam. Wörterseh, Lachen 2020, ISBN 978-3-03763-318-2.
- Kopfkino. Geschichten die mein Leben schrieb. Wörterseh, Lachen 2020, ISBN 978-3-03763-116-4.
- Rigi. Ein fröhlicher Roman über traurige Menschen. Wörterseh, Lachen 2021, ISBN 978-3-03763-130-0.
- Paris. Ein Stanserhorn-Roman. Wörterseh, Lachen 2021, ISBN 978-3-03763-322-9.
- Die Löffelliste. Ein St.-Moritz-Roman. Wörterseh, Lachen 2023, ISBN 978-3-03763-145-4.
- Schlaflos in Seelisberg. Wörterseh, Lachen 2023, ISBN 978-3-03763-154-6.